# Eu Yabba-Dabba Do!
Eu Yabba-Dabba Do! este un film de televiziune animat produs de Hanna-Barbera, având la bază serialul Familia Flintstone și spinofful său, Pebbles și Bamm-Bamm. A avut premiera pe ABC (unde a avut premiera și serialul original) pe 7 februarie 1993. Filmul a avut un nivel relativ mare de calitate a animației. Însă, acesta a avut majoritatea recenziilor negative.
Acesta a rulat și în România pe Cartoon Network (în cadrul lui Cartoon Network Cinema) și mai apoi pe Boomerang (în cadrul lui Boomerang Cinema).

## Despre serial
Mulți, mulți ani au trecut iar Pebbles și Bamm-Bamm sunt acum adulți. Ei se gândesc să se mărite, însă tatăl miresei (Fred) spune că "banii nu sunt un lucru", ceea ce regretă cu voie când șeful său, George Slate, îl concediază. Nici banca nu-i dădea nimic. Astfel, Fred și Barney au nevoie urgentă de bani. Astfel Pebbles trece și renunță la nuntă iar Pearl Slaghoople, mama lui Wilma pe care Fred nu o place, vine în vizită. Pebbles și Bamm-Bamm decid eventual să fugă spre Rock Vegas iar Fred și Barney merg după ei, în timp ce se feresc de o trupă de oameni răi. La sfârșit nunta are loc iar toată lumea este fericită.

## Notă
William Hanna și Joseph Barbera fac o apariție specială animată la sfârșitul filmului, alături de cilalți în cadrul nunții.

## Legături externe
- Eu Yabba-Dabba Do! la Internet Movie Database
- Eu Yabba-Dabba Do! pe site-ul The Big Cartoon DataBase

1. ↑   http://live.dbpedia.org/resource/I_Yabba-Dabba_Do!, accesat în 19 aprilie 2020 Lipsește sau este vid: |title= (ajutor)